# Бешамел
Бешамел е основен бял сос, който се приготвя от брашно, запържено в масло и разредено с мляко. Сервира се топъл. Като подправки са подходящи бял пипер, индийско орехче и настъргана кора от лимон.
Сосът бешамел е един от петте основни соса в класическата френска кухня. Може да се използва както самостоятелно, така и като базова съставка в приготвянето на ред други сосове и ястия. Употребява се при много ястия от европейската кухня, също така служи като основа за различни други сосове. В частност, използва се при приготвянето на солено суфле, гръцка мусака и лазаня.

## Произход
Сосът бешамел е създаден на основата на маслен сос от кралския готвач Франсоа де Ла Варен, основател на висшата кухня в Версай, и е посветен на Луи де Бешамел, хофмайстер (домакин) при двора на Луи XIV